# Музыкальный театр «Тампль»
Рок-орден «Тампль» — автономная некоммерческая организация, основной деятельностью которой являются сценические постановки. Театральное кредо рок-ордена — мистический идеализм. Музыкальные стили: хард-рок, рок-баллада, симфоник-метал. «Тампль» давал спектакли в Москве, Казани, Минске, Брянске, Дмитрове.
Режиссер театра: Никита Коледин

## История
В 2000 году группа авторов (Лариса Бочарова (Лора Провансаль), Лина Воробьёва (Йовин), Антонина Каковиди и Наталья Новикова (Тэм Гринхилл)) написала и поставила свою первую рок-оперу «Тампль». Премьера состоялась в ноябре 2000 года на международном конвенте фантастики и ролевых игр «Зиланткон» в Казани. Тогда же стихийно сложившаяся труппа осознала себя единым братством, которому предстоит очень много работы.
Орден не ограничивается спектаклями. Многие реализуются в личном творчестве — музыкальном, литературном, изобразительном. Кроме крупных общих проектов орден занимается сольными и сборными концертами и альбомами участников, видео- и фотосъемками и др.
В 2001 году по мотивам фрагмента «Сильмариллиона» был написан и поставлен мюзикл «Финрод-зонг», рассказывающий историю Берена.
(Музыка и текст: Лариса Бочарова, Лина Воробьева)
В 2002 году записана студийная версия мюзикла «Финрод-зонг» (Казань).
В 2003 была написана и поставлена рок-опера «Жанна д’Арк». (Музыка и текст: Лариса Бочарова, Лина Воробьёва, Антонина Каковиди, Евгений Сусоров)
В 2004 записана студийная версия рок-оперы «Жанна д’Арк» (Москва).
В рок-операх «Тампль», «Финрод-зонг» и «Жанна д’Арк», образующих условную трилогию, в поисках новых изобразительных возможностей актёры дополняют вокальные номера танцевальными.
В 2006 году коллектив участвовал в театральном конкурсе «PRO-театр» фестиваля «Золотая маска».
Рок-орден «Тампль» принял участие в радиоспектакле «Обыкновенное чудо», поставленном режиссёром Дмитрием Урюпиным по пьесе Е. Л. Шварца. В 2007 году аудиозапись радиопостановки была выпущена на компакт-диске компанией CDcom.
В 2008 году в Москве прошла серия выступлений с концертным исполнением опер «Жанна д’Арк» и «Финрод-зонг» в музыкальном сопровождении рок-группы.
В 2009 году рок-опера «Финрод-зонг» вышла в регулярном прокат.
К 2010 году в состав театра входило около 45 человек. В работе над проектами принимали участие люди из разных городов СНГ.
В 2011 году была восстановлена рок-опера «Тампль» и создана концертная версия рок-оперы «Иисус Христос — суперзвезда».
В 2013 году была поставлена новая сценическая версия рок-оперы «Жанна д’Арк».
В 2014 поставлен мюзикл «Принцесса Грёза» (Музыка и текст: Лина Воробьева и Антонина Каковиди)